# Karol Badyna
Karol Badyna, né le 23 février 1960 à Stąporków (Voïvodie de Sainte-Croix), est un sculpteur polonais, professeur à l'Académie des beaux-arts Jan Matejko de Cracovie, propriétaire de l'atelier de sculpture FORMA.

## Biographie
Après avoir achevé sa scolarité secondaire à Stąporków en 1979, il fait des études de conservation des œuvres d'art à Tarnów. Son diplôme obtenu en 1982, il travaille comme restaurateur au laboratoire pour la conservation des monuments de Cracovie.
De 1983 à 1988, il reprend des études supérieures à la faculté de sculpture de l'Académie des beaux-arts Jan Matejko de Cracovie. Après son diplôme il reste à l'académie comme assistant. En 1994, il fonde un atelier de sculpture. En 2009, il soutient son habilitation à diriger des recherches.
Depuis 2002, il collabore avec l'Institut de la Fonderie de Cracovie et l'École des mines et de la métallurgie de Cracovie.

## Œuvres
Il est l'auteur et le réalisateur de nombreuses sculptures en Pologne et à l'étranger, notamment la statue d'Arthur Rubinstein au siège de l'ONU à New York, le monument Frédéric Chopin du jardin botanique de Singapour, une statue de Jésus Miséricordieux à Stąporków, celle d'Isaac Bashevis Singer à Biłgoraj, ainsi que d'une série de cinq « bancs Jan Karski » à Washington (2002), Kielce (2005), New York (2007), Łódź (2009) et Tel Aviv (2009). Un nouveau projet devrait être achevé à Cracovie en 2014 pour le centenaire de la naissance de Karski.
Il est aussi l'auteur d'un buste du prince Philipp von der Leyen à Kobern-Gondorf.
Le 22 avril 2012, a été dévoilé à Zakopane Olcza un monument à la mémoire des victimes de la catastrophe aérienne de 2010 à Smolensk.
Il a également créé de petites formes sculpturales, notamment des statuettes commémoratives de prix décernés par les universités de Cracovie.
Il est également l'auteur des aménagements intérieurs de nombreuses congrégations religieuses.